# Aleksej Andreevič Golicyn
Principe Aleksej Andreevič Golicyn, in russo Алексей Андреевич Голицын? (1632 – 9 marzo 1694), è stato un nobile russo.

## Biografia
Era il terzogenito del principe Andrej Andreevič Golicyn (?-1638), e di sua moglie, Evfimija Jur'evna Pil'emova-Saburova (?-1641).

## Carriera
Nel 1658 ha ricevuto il grado di boiardo. Fu comandante a Tobol'sk (1665-1667). In seguito venne nominato Governatore di Kiev (1675-1679). Insieme con la nomina di governatore gli venne assegnato il titolo onorifico di "governatore della Bulgaria" per fare gli affari internazionali.

## Matrimonio
Sposò la principessa Irina Fëdorovna Chilkova (?-1698), figlia del principe Fëdor Andreevič Chilkov. Ebbero otto figli:
- Dmitrij Alekseevič (?-1672);
- Jakov Alekseevič (1649-1696);
- Boris Alekseevič (1651-1714);
- Ivan Alekseevič (1658-1729), sposò Anastasia Petrovna Prozorovskaja, ebbero due figli;
- Pëtr Alekseevič (1660-1722);
- Fëdor Alekseevič (1668-1736), sposò Irina Jakovlevna Lobanova-Rostova;
- Evdokija Alekseevna, sposò il principe Stepan Vasil'evič Romodanovskij;
- Agrafena Alekseevna, sposò il principe Kalinik Džančijurovič.

## Morte
Morì il 9 marzo 1694.